# Patti Yasutake
Patti Yasutake (Gardena (Californië), 6 september 1953 – Los Angeles, 5 augustus 2024) was een Japans-Amerikaans actrice.
Patti Yasutake is bekend door haar vertolking van zuster Alyssa Ogawa in Star Trek: The Next Generation, Star Trek: Generations en Star Trek: First Contact.

## Biografie
Haar eerste televisieoptreden was in 1985, toen ze verscheen in de serie T.J. Hooker, met onder anderen William Shatner. In 1988 speelde ze in de film The Wash, waarvoor ze werd genomineerd voor de Independant Spirit Award. Tussen 1990 en 1994 speelde ze in de Star Trek-televisieserie Star Trek: The Next Generation de rol van zuster Alyssa Ogawa, de assistente en vriendin van dr. Beverly Crusher. Ze speelde gastrollen in onder andere Murphy Brown, Sons and Daughters, ER, Grey's Anatomy en Boston Legal.
Ze wordt op de titelrol ook weleens als Patti Yasuiake of Patty Yasutake vermeld.
Yasutake overleed op 5 augustus op 70-jarige leeftijd aan kanker.

## Filmografie
- 1986 - Gung Ho, als Umeki Kazuhiro
- 1988 - The Wash, als Marsha
- 1991 - Fatal Friendship, als Ling Landrum
- 1992 - Stop! Or My Mom Will Shoot, als televisieverslaggeefster Leslie
- 1993 - Blind Spot, als dr. Charbonneau
- 1994 - Star Trek: Generations, als Alyssa Ogawa
- 1996 - Star Trek: First Contact, als Alyssa Ogawa
- 1999 - A Face to Kill for, als D.A. Rowland
- 1999 - Drop Dead Gorgeous, als Mrs. Howard